# Liste der Kulturgüter in Reinach BL
Die Liste der Kulturgüter in Reinach BL enthält alle Objekte in der Gemeinde Reinach im Kanton Basel-Landschaft, die gemäss der Haager Konvention zum Schutz von Kulturgut bei bewaffneten Konflikten, dem Bundesgesetz vom 20. Juni 2014 über den Schutz der Kulturgüter bei bewaffneten Konflikten sowie der Verordnung vom 29. Oktober 2014 über den Schutz der Kulturgüter bei bewaffneten Konflikten unter Schutz stehen.
Objekte der Kategorie A sind im Gemeindegebiet nicht ausgewiesen, Objekte der Kategorie B sind vollständig in der Liste enthalten, Objekte der Kategorie C fehlen zurzeit (Stand: 1. Januar 2023).

## Kulturgüter
| Foto |                                                                                          | Objekt                                                      | Kat. | Typ | Standort                             | Beschreibung                                                                                             |
| ---- | ---------------------------------------------------------------------------------------- | ----------------------------------------------------------- | ---- | --- | ------------------------------------ | --- |
| BW   | Datei hochladen · Wikidata zu Mausacker, paläolithische-römische Fundstelle (Q118129959) | Mausacker, paläolithisch-römische Fundstelle KGS-Nr.: 16368 | A    | F   | 611950 / 262300                      | |
| BW   | Datei hochladen · Wikidata zu Siedlung in den Gartenhöfen (Q29679882)                    | Siedlung in den Gartenhöfen KGS-Nr.: 09938                  | B    | G   | In den Gartenhöfen 5 611742 / 261407 | |
| ja   | Datei hochladen · Wikidata zu Reformierte Kirche (Q29679865)                             | Reformierte Kirche KGS-Nr.: 09939                           | B    | G   | Niederbergstrasse 2 611890 / 261398  | |
| ja   | Datei hochladen · Wikidata zu Dorfbrunnen (Q29679849)                                    | Dorfbrunnen KGS-Nr.: 12197                                  | B    | K   | Hauptstrasse 611337 / 260253         | |
| BW   | Datei hochladen · Wikidata zu Heimatmuseum Reinach (Q27487187)                           | Heimatmuseum KGS-Nr.: 12198                                 | B    | S   | Kirchgasse 9 611449 / 260150         | |
| ja   | Datei hochladen · Wikidata zu Birsbrücke (1823) (Q29679834)                              | Birsbrücke, Nepomukbrücke KGS-Nr.: 13950                    | B    | G   | Amthausstrasse 612705 / 259746       | Objekt liegt hälftig auf dem Gemeindegebiet von Reinach und Dornach ( KGS-Nr. 4529) im Kanton Solothurn. |
| BW   | Datei hochladen · Wikidata zu Leiwald, eisenzeitliche Grabhügel (Q118134125)             | Leiwald, eisenzeitliche Grabhügel KGS-Nr.: 17108            | B    | F   | 610270 / 259540                      | |